# Tuberculosa (arácnido)
Tuberculosa es un género de arañas araneomorfas de la familia Lycosidae. Se encuentra en Australia.

## Lista de especies
Según The World Spider Catalog 12.0:
- Tuberculosa austini Framenau & Yoo, 2006
- Tuberculosa harveyi Framenau & Yoo, 2006
- Tuberculosa hoggi (Framenau & Vink, 2001)
- Tuberculosa monteithi Framenau & Yoo, 2006